# Campeonato Africano de Atletismo de 2024 - 10000 m masculino
A prova dos 10000 metros masculino do Campeonato Africano de Atletismo de 2024 foi disputada no dia 22 de junho, no Estádio de Japoma, em Duala, nos Camarões.

## Recordes
Antes desta competição, os recordes mundiais e do campeonato nesta prova eram os seguintes:
|                       | Nome             | Nacionalidade | Tempo      | Local      | Data                 |
| --------------------- | ---------------- | ------------- | ---------- | ---------- | -------------------- |
| Recorde mundial       | Joshua Cheptegei | Uganda        | 26m 11s 00 | Valência   | 7 de outubro de 2020 |
| Recorde do campeonato | Kenneth Kipkemoi | Quênia        | 27m 19s 74 | Porto Novo | 28 de junho de 2012  |
| Recorde africano      | Joshua Cheptegei | Uganda        | 26m 11s 00 | Valência   | 7 de outubro de 2020 |

## Medalhistas
| Ouro               | Prata              | Bronze             |
| Nibret Melak (ETH) | Gemechu Dida (ETH) | Roncer Konga (KEN) |

## Cronograma
Todos os horários são locais (UTC+1).
| Data        | Hora  | Evento |
| ----------- | ----- | ------ |
| 22 de junho | 18:13 | Final  |

## Resultado final
A final ocorreu dia 22 de junho às 18:13.
| Posição           | Atleta             | Nacionalidade | Tempo    | Notas |
| ----------------- | ------------------ | ------------- | -------- | ----- |
| Medalha de ouro   | Nibret Melak       | Etiópia       | 28:52.27 |       |
| Medalha de prata  | Gemechu Dida       | Etiópia       | 28:52.79 |       |
| Medalha de bronze | Roncer Konga       | Quênia        | 28:52.94 |       |
| 4                 | Joseph Kiptum      | Quênia        | 28:59.49 |       |
| 5                 | Francis Abong      | Quênia        | 29:08.24 |       |
| 6                 | William Amponsah   | Gana          | 29:08.57 |       |
| 7                 | Hani Idriss Hersi  | Djibuti       | 29:12.80 |       |
| 8                 | Elie Sindayikegera | Burundi       | 29:38.61 |       |
| 9                 | Ishmael Arthur     | Gana          | 29:46.96 |       |
| 10                | Pierre Tchoga      | Camarões      | 31:34.94 |       |
| 11                | Bienvenue Zepou    | Chade         | 33:58.38 |       |

Legenda
| Recorde mundial       | Recorde mundial (World record)               |                       | Recorde africano                      | Recorde africano (African) |                                           | Q | Classificado por posição (Qualified) |
| Recorde do campeonato | Recorde do campeonato (Championship record)  | Recorde da América    | Recorde da América (Americas)         | q                          | Classificado por melhor tempo (Qualified) |   |                                      |
| Melhor marca do ano   | Melhor marca do ano (World leading)          | Recorde asiático      | Recorde asiático (Asian)              | DNS                        | Não largou (Did not start)                |   |                                      |
| Recorde nacional      | Recorde nacional (National record)           | Recorde europeu       | Recorde europeu (European)            | DNF                        | Não terminou (Did not finish)             |   |                                      |
| Recorde pessoal       | Recorde pessoal do atleta (Personal best)    | Recorde da Oceania    | Recorde da Oceania (Oceania)          | DSQ / DQ                   | Desclassificado (Disqualified)            |   |                                      |
| Recorde da temporada  | Recorde da temporada do atleta (Season best) | Recorde sul-americano | Recorde sul-americano (South America) | NM                         | Sem marca (No mark)                       |   |                                      |